# Доменіко Ванделлі
Доменіко Агостіно Ванделлі (італ. Domenico Agostino Vandelli, Падуя, 8 липня 1735 — Лісабон, 27 червня 1816) — італійський натураліст, який виконав більшу частину своєї наукової роботи в Португалії.

## Життєпис
Він навчався в Падуанському університеті, де отримав ступінь доктора природничої філософії та медицини в 1756 році. Будучи активним натуралістом в Італії, він почав листування зі шведським натуралістом Карлом фон Ліннеєм, яке тривало кілька років. У 1763 році Катерина II запросила його на факультет Санкт-Петербурзького університету, але він відмовився.
У 1764 році Ванделлі переїхав до Португалії, де в 1765 році він був призначений викладачем хімії та природничих наук в університеті Коїмбри . Він був першим інспектором з орієнтації Ботанічного саду Університету Коїмбри, а в 1791 році його послідував Фелікс Авелар Бротеро. Однією з його основних праць, які він опублікував, був Tractatus de thermis agri patavini в 1761 році. Приблизно в 1793 році він став першим директором ботанічного саду Палаціо да Ажуда в Лісабоні. Він був одним із наставників Академії наук Лісабона.